# Faucaria nemorosa
Faucaria nemorosa är en isörtsväxtart som beskrevs av L. Bol. och L.E. Groen. Faucaria nemorosa ingår i släktet Faucaria och familjen isörtsväxter. Inga underarter finns listade i Catalogue of Life.